# مختار محمد سيسي
مختار محمد سيسي (بالفرنسية: Moctar Mohamed Cissé)‏ هو لاعب كرة قدم ، من دولة مالي من مواليد 10 مارس 1993 ، و يشغل مركز مهاجم 

## مسيرته
لعب في بداية مسيرته لنادي ريال باماكو المالي فترة موسمين 2012/2014 ، ثم إنتقل بعد ذلك إلى نادي الملعب المالي و قضى به موسم واحد 2014/2015 ، ليلتحق في صفوف القلعة الحمراء نادي الوداد الرياضي موسم 2015/2016 و لعب مع نادي العين السعودي . 

## روابط خارجية
- مختار محمد سيسي على موقع قاعدة بيانات كرة القدم.إي يو (الإنجليزية)
- مختار محمد سيسي على موقع ناشيونال فوتبول تيمز (الإنجليزية)
- مختار محمد سيسي على موقع Soccerway.com (الإنجليزية)
- مختار محمد سيسي على موقع عالم كرة القدم.نت (الإنجليزية)

- لاعب مختار محمد سيسي على موقع "footballdatabase.eu"
- لاعب مختار محمد سيسي على موقع "كووورة

1. ↑  إحصائيات مختار محمد سيسي من موقع footballdatabase.eu نسخة محفوظة 10 مارس 2016 على موقع واي باك مشين.